# Ribes marshallii
Ribes marshallii är en ripsväxtart som beskrevs av Edward Lee Greene. Ribes marshallii ingår i släktet ripsar, och familjen ripsväxter. Inga underarter finns listade i Catalogue of Life.